# John Leake
Sir John Leake (Rotherhithe, 4 de juliol de 1656 - Greenwich, 21 d'agost de 1720) va ser un almirall de la Royal Navy i un polític que va estar present a la Cambra dels Comuns del Regne Unit entre 1708 -1715.

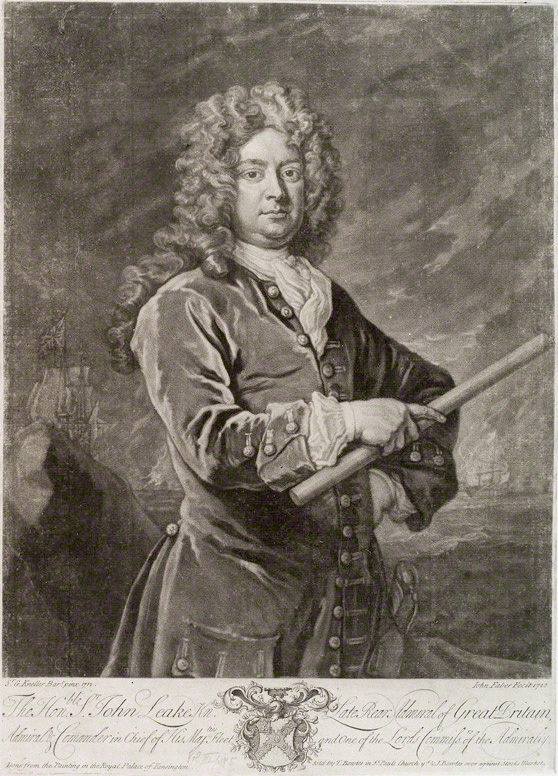
Sir John Leake.

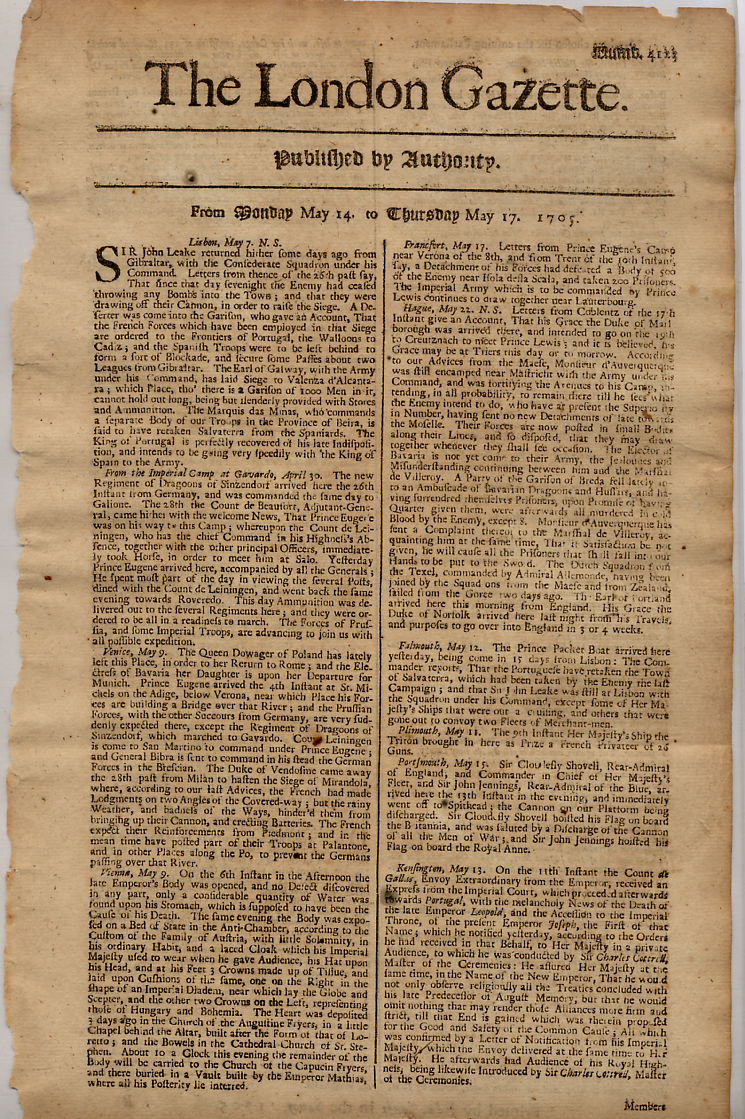
The London Gazette, datat el 14 de maig de 1705, detalla el retorn de Leake de Gibraltar després de la Batalla de Punta Cabrita.

Leake fou el segon fill de Richard Leake, mestre artiller d'Anglaterra. Mentre era capità es va distingir en diversos combats, especialment el del 28 de juliol de 1689, quan va dirigir el comboi que va fer esclatar les barricades de Fort Culmore, i aixecà el Setge de Derry. Durant la Guerra de la Gran Aliança, va lluitar en la batalla de la Badia de Bantry (1689), la batalla de Beachy Head (1690), i la batalla de la Hogue (1692).
Poc després esclatava la Guerra de Successió Espanyola i Leake va ser nomenat capità de l'HMS Exeter i va salpar de Plymouth, el 22 de juliol de 1702, amb vuit vaixells cap a  Terranova, per atacar els ports pesquers francesos i els seus vaixells al mar. En aquesta expedició, 51 vaixells van ser confiscats o destruïts. D'aquests, 16 en van ser portats a Anglaterra, 6 van ser-ne enviats a Lisboa, 5 se'n van vendre a Saint John's, Terranova i Labrador, un se'n va quedar allà per garantir la seguretat del port, i un altre va ser enviat a França amb els presoners. Els 22 restants van ser cremats. També va destruir tots els assentaments francesos a Terranova. Al seu retorn a Anglaterra, Leake fou nomenat contraalmirall i se li va oferir el títol de cavaller, que va rebutjar. El març següent va ser ascendit a vicealmirall.
El 1704, Leake va ser enviat al Mediterrani i va formar part de l'assalt i la captura de Gibraltar sota el comandament de l'almirall George Rooke. Al mes següent, va ajudar a repel·lir un contraatac francès, comandant l'avantguarda amb l'HMS Prince George en la batalla de Vélez-Màlaga. L'any següent, el 21 de març de 1705, va rebutjar un segon atac sobre Gibraltar, i va batre Pointis en la batalla de Punta Cabrita. Els francesos i els espanyols, encapçalats pel mariscal Tessé, van abandonar el setge després d'aquesta derrota.
El 1706, els francesos van tractar de reocupar Barcelona, que havia estat presa per Sir Cloudesley Shovell i el comte de Peterborough el setembre de 1705. Shovell havia tornat a Anglaterra, i Leake es va quedar amb l'esquadra a la Mediterrània; va navegar cap a Barcelona i va aixecar el setge el 22 de maig. En el camí de retorn, va bombardejar i capturar Cartagena i Alacant.
Leake fou nomenat almirall el 1707 i va prendre Sardenya el 15 d'agost de 1708. El 29 de setembre desembarcà James Stanhope i el seu exèrcit de Barcelona per ocupar el port fortificat de Maó, Menorca. Això va donar als aliats una base permanent al llarg de la campanya, que va permetre dominar el Mediterrani, un èxit estratègic de primer ordre.
El 1708, va ser elegit membre del Parlament (MP) per Rochester. Va ocupar l'escó fins al 1715. Va ser nomenat primer lord de l'Almirallat el 1710. Amb la coronació de Jordi I d'Anglaterra, va caure en desgràcia i es va retirar a la vida privada.
Leake es va morir a Greenwich als 64 anys i va ser enterrat a Stepney. Se'l recorda com un "home virtuós, humà i valent, i un dels grans almiralls del seu temps."
Leake es va casar amb Christiane Hill, la filla del capità Richard Hill.